# سهم الماء مخرزي الشكل
سهمية مخرزية الشكل (الاسم العلمي:Sagittaria subulata) هي نوع من النباتات يتبع جنس السهمية من الفصيلة المزمارية. يصل طول الأوراق إلى 40 سم ويحتاج إلى ضوء متوسط ورمل ناعم مخلوط بالحصى، ويتكاثر عن طريق جذور جارية.